# (6951) 1985 DW1
(6951) 1985 DW1 (1985 DW1, 1988 VH10, 1993 TC19) — астероїд головного поясу, відкритий 16 лютого 1985 року.
Тіссеранів параметр щодо Юпітера — 3,230.